# Charlies de Charleston
Les Charlies de Charleston (en anglais : Charleston Charlies) sont une ancienne franchise américaine de ligue mineure de baseball qui opère en International League de 1971 à 1988 comme club-école des Pirates de Pittsburgh (1971-1976), des Astros de Houston (1977-1979), des Rangers du Texas (1980) puis des Indians de Cleveland (1981-1983). Finaliste de l'International League en 1973, les Charlies remportent le titre en 1977.

## Histoire
L'équipe déménage à Old Orchard Beach (Maine) pour donner vie aux Maine Guides en 1984.

## Palmarès
- Champion de l'International League (AAA) : 1977
- Finaliste de l'International League (AAA) : 1973

## Saison par saison
| Saison | Vic.-Déf. | Rang | Play-offs           |
| ------ | --------- | ---- | ------------------- |
| 1971   | 78-62     | 3e   | Défaite au 1er tour |
| 1972   | 80-64     | 2e   | Défaite au 1er tour |
| 1973   | 85-60     | 1er  | Défaite en finale   |
| 1974   | 62-81     | 6e   |                     |
| 1975   | 72-67     | 4e   | Défaite au 1er tour |
| 1976   | 62-73     | 6e   |                     |
| 1977   | 78-62     | 2e   | Champions           |
| 1978   | 85-55     | 1er  | Défaite au 1er tour |
| 1979   | 65-74     | 6e   |                     |
| 1980   | 67-71     | 5e   |                     |
| 1981   | 67-72     | 5e   |                     |
| 1982   | 59-81     | 8e   |                     |
| 1983   | 74-66     | 3e   | Défaite au 1er tour |